# Midnight Tales
Midnight Tales est une série de bande dessinée et de nouvelles, créée par Mathieu Bablet et publiée depuis 2018 aux éditions Ankama (label 619).
Elle associe différents scénaristes, dessinateurs et illustrateurs au fil des albums, et narre les aventures, au fil des ans, d'un groupe de sorcières regroupé au sein de l'Ordre de Minuit.

## Synopsis
Des sorcières se rassemblent pour combattre ensemble, à toute époque et en tout lieu, les entités démoniaques, paranormales, et maléfiques. Ces « Midnight girls » se regroupent dans une même organisation dénommée l'Ordre de Minuit.

## Analyse
Pensé comme un projet récréatif et collectif, à la suite de l'investissement nécessaire à sa bande dessinée Shangri-La, Mathieu Bablet discute du projet Midnight Tales au cours du festival d'Angoulème 2017 avec les auteurs présents du label 619. Le projet reçoit le soutien de Run, et évolue vers un format proche de celui qui avait été précédemment travaillé sur DoggyBags. Il avait été envisagé des albums one-shot avec des histoires complètes de 70-80 pages, ou encore des fascicules.
L'esprit de la série est influencé par H. P. Lovecraft, Mary Shelley, Bram Stoker, ou encore Buffy contre les vampires, Charmed, et l'univers des magical girls, en particulier Sailor Moon. Son titre est un hommage aux magazines pulp des années 40, Tales form the Crypt ou Horror.
La série met volontairement en scène des héroïnes (uniquement, l'absence de héros étant assumée et partie des ressorts scénaristiques), privilégie les scénaristes femmes et se revendique féministe. Mathieu Bablet entend contribuer à dépasser le schéma de sur-représentation des personnages masculins, en mettant en avant des héroïnes « denses et complexes », et promeut le test de Bechdel.
Chaque volume rappelle en quatrième de couverture son contenu, composé de « quatre bandes dessinées, une nouvelle littéraire et du contenu encyclopédique » ; ce contenu encyclopédique complète les histoires avec des contextualisation historiques, géographiques, sociétales, thématiques et politiques. La trame générale, prévue pour constituer neuf volumes, est finalement organisée en deux parties (« saisons ») distinctes de quatre volumes chacune.
La série voit intervenir différents scénaristes, dessinateurs et illustrateurs : elle assume une diversité de styles, mais pour assurer une cohérence à l'ensemble, une « bible graphique » a été conçue.
Un album one shot, intitulé The Midnight Order, est annoncé pour novembre 2022. Toujours supervisé par Mathieu Bablet et faisant intervenir différents artistes, il reprendra des personnages déjà vus dans les Midnight Tales.

## Publication
- 1 Tome 1, Ankama Éditions, Label 619, 2018
Scénario : Mathieu Bablet, Elsa Bordier et Gax - Dessin : Mathieu Bablet, Gax, Sourya Sihachakr et Guillaume Singelin - Couleurs : Mathieu Bablet, Gax, Sourya Sihachakr et Guillaume Singelin -  (ISBN 978-2-359-10403-5)
- 2 Tome 2, Ankama Éditions, Label 619, 2018
Scénario : Mathieu Bablet, Florent Maudoux et Rebecca Morse - Dessin et couleurs : Mathieu Bablet, Da Coffee Time, Mathilde Kitteh et Florent Maudoux -  (ISBN 979-10-33505-53-2)
- 3 Tome 3, Ankama Éditions, Label 619, 2019
Scénario : Mathieu Bablet, Elsa Bordier et Florent Maudoux - Dessin et couleurs : Mathieu Bablet, Florent Maudoux, Thomas Rouzière, Baptiste Pagani, et The NEB studio -  (ISBN 979-10-33509-69-1)
- 4 Tome 4, Ankama Éditions, Label 619, 2019
Scénario : Mathieu Bablet, Clément Rizzo et The NEB studio - Dessin et couleurs : Mathieu Bablet, Thomas Gilbert, Neyef, Loïc Sécheresse et The NEB studio -  (ISBN 979-10-33509-81-3)

## liens externes
- « Midnight Tales », sur Label 619
- « Midnight Tales », sur Bédéthèque